# Myripristis trachyacron
Myripristis trachyacron — вид бериксоподібних риб родини Голоцентрові (Holocentridae).

## Опис
Риба завдовжки до 20 см. Тіло оранжевого забарвлення із світлими плавцями.

## Поширення
Зустрічається на заході Тихого океану — Індонезія, Філіппіни, Папуа Нова Гвінея, Соломонові Острови. Морський, демерсальний вид, асоційований з рифами. Мешкає у тропічних водах на глибині 3-50 м.